# Papyrus 134
De Willoughbypapyrus, die bekender is als Papyrus 134 of {\displaystyle {\mathfrak {P}}^{134}} volgens de nummering van Gregory-Aland, is een Grieks handschrift dat deels tekst van het Nieuwe Testament bevat. Op de rectozijde is de tekst van Johannes 1:49-2:1 opgenomen, op de versozijde een verder onbekende vroegchristelijke tekst. De aanduiding 'Papyrus 134' ({\displaystyle {\mathfrak {P}}^{134}}) heeft dan ook alleen betrekking op de rectozijde; wanneer het handschrift als geheel wordt bedoeld, wordt dit aangeduid met de term 'Willoughbypapyrus'. Van het handschrift zijn drie fragmenten bewaard gebleven; alleen het eerste, grootste fragment bevat leesbare tekst, die zes regels beslaat. De beide uiteinden van de regels zijn niet bewaard gebleven, maar vermoedelijk bevatten deze oorspronkelijk 40 tot 45 tekens (breedte ca. 17 cm). Op paleografische gronden is het waarschijnlijk dat beide zijden door dezelfde kopiist zijn geschreven, maar niet in dezelfde sessie, aangezien op beide zijden een andere stilus is gebruikt. Het handschrift wordt, eveneens op paleografische gronden, gedateerd in de derde of vierde eeuw na Christus.
Het papyrusfragment is afkomstig uit de nalatenschap van Harold Willoughby (1890-1962), hoogleraar vroege christendom aan de universiteit van Chicago. Uit hoofde van zijn functie was Willoughby nauw betrokken bij de aanschaf van vele handschriften van het Nieuwe Testament voor de universiteit, daarnaast bezat hij een persoonlijke collectie die volgens zijn eigen notities uit enkele handschriften bestond. Uit die notities blijkt dat de Willoughbypapyrus uiterlijk vanaf ongeveer 1951/52 in zijn bezit was, maar er is niet gedocumenteerd wanneer en waar hij het gekocht heeft. Ook blijkt uit de notities dat Willoughby op het fragment de tekst van Joh. 1:50-51 herkende. Na Willoughbys dood is de papyrus samen met andere persoonlijke eigendommen in een koffer bewaard, waar hij onopgemerkt is gebleven tot kort voor 2015, toen een van Willoughbys erfgenamen erop stuitte bij het opruimen van zijn nalatenschap. In januari 2015 werd het fragment te koop aangeboden op eBay, waar het direct de aandacht van wetenschappers trok, die de eigenaar ertoe wisten te bewegen het manuscript niet te verkopen maar beschikbaar te stellen voor wetenschappelijk onderzoek.
Opvallend is dat de tekst op de voor- en achterzijde 180° gedraaid is. Daaruit blijkt dat het handschrift geen deel heeft uitgemaakt van een codex. Volgens Geoffrey Smith is het gezien de inhoud van de tekst is evenmin aannemelijk dat er sprake is van de inhoud van een amulet, maar is het aannemelijk dat de fragmenten behoord hebben tot een boekrol, ondanks dat in de tijd dat dit handschrift geschreven werd, boekrollen steeds meer in onbruik raakten ten gunste van codices.